# Aparell locomotor

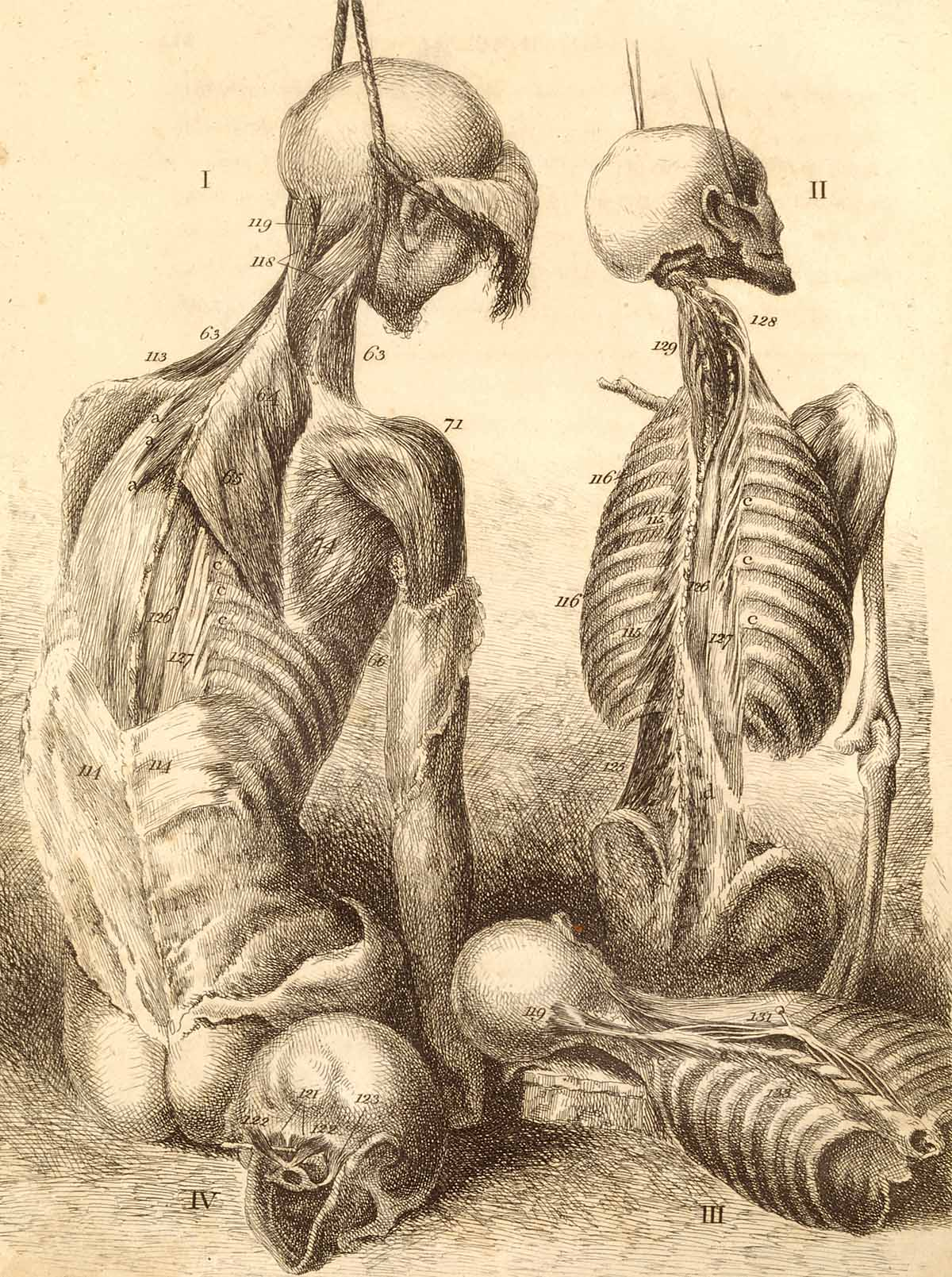
Exemple de l'aparell locomotor

El sistema locomotor o aparell locomotor o sistema musculoesquelètic permet a l'ésser humà o als animals en general interaccionar amb el medi que els envolta mitjançant el moviment o locomoció. Està format pel sistema osteoarticular (ossos, articulacions i lligaments) i el sistema muscular (músculs i tendons que uneixen els ossos). Permet a l'ésser humà o als animals en general interaccionar amb el medi que l'envolta mitjançant el moviment o locomoció i serveix de sosteniment i protecció a la resta d'òrgans del cos.
Es fonamenta en cinc elements:
- Ossos
- Articulacions
- Músculs
- Cartílags
- Lligaments

L'aparell locomotor no és independent ni autònom, ja que és un conjunt integrat amb diversos sistemes, per exemple, amb el sistema nerviós per a la generació i modulació de les ordres motores. Aquest sistema està format per les estructures encarregades de sostenir i originar els moviments del cos i el constitueixen dos sistemes.
- Sistema ossi: És l'element passiu, està format pels ossos, els cartílags i els lligaments articulars.
- Sistema muscular: Format pels músculs els quals s'uneixen als ossos i, per tant, en contreure's provoquen el moviment del cos.

A part d'aquests, cal afegir-hi el sistema nerviós, ja que és el responsable de la coordinació i l'estimulació dels músculs per produir el moviment.

## Els ossos

Esquelet humà.

L'os és un òrgan dur, blanc i resistent que forma part de l'esquelet dels vertebrats. Està compost principalment per teixit ossi, un tipus especialitzat de teixit connectiu constituït per cèl·lules, i components extracel·lulars calcificats.
Al principi del desenvolupament embrionari, els ossos són tous i estan formats per un teixit que rep el nom de cartílag, més endavant sobre aquest teixit s'hi van dipositant sals minerals i calci, donant-li consistència i transformant el cartílag en os.
Després del naixement la majoria del cartílag s'ha transformat en os i només roman en els extrems d'aquest. Aquesta zona de cartílag permet a l'os créixer i allargar-se fins a l'edat aproximada dels vint anys, quan aquest teixit desapareix completament.

### Funció
És un teixit resistent als cops, pressions i traccions, però també elàstic. Els ossos proporcionen inserció als músculs, protegeixen òrgans vitals com el cor, pulmons, cervell, etc., Així mateix permet el moviment de parts del cos per a la realització de treball, moviment de trasllat, equilibri i altres activitats, establint així el desplaçament de l'individu.

## Articulacions

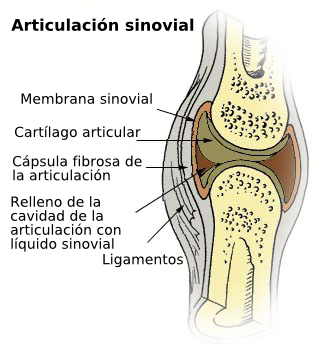
Imatge amb els components d'una articulació.

Una articulació, en anatomia, és el punt de contacte entre dos ossos diferents del cos. És important classificar els diferents tipus d'articulacions segons el teixit que les uneix. Així es classifiquen en fibroses, cartilaginoses, sinovials.
El cos humà té diversos tipus d'articulacions, com la sinartrosis (no mòbil), símfisi (amb moviment monoaxial) i diartrosi (major amplitud o complexitat de moviment). La part de l'anatomia que s'encarrega de l'estudi de les articulacions és l'artrologia.

## Músculs

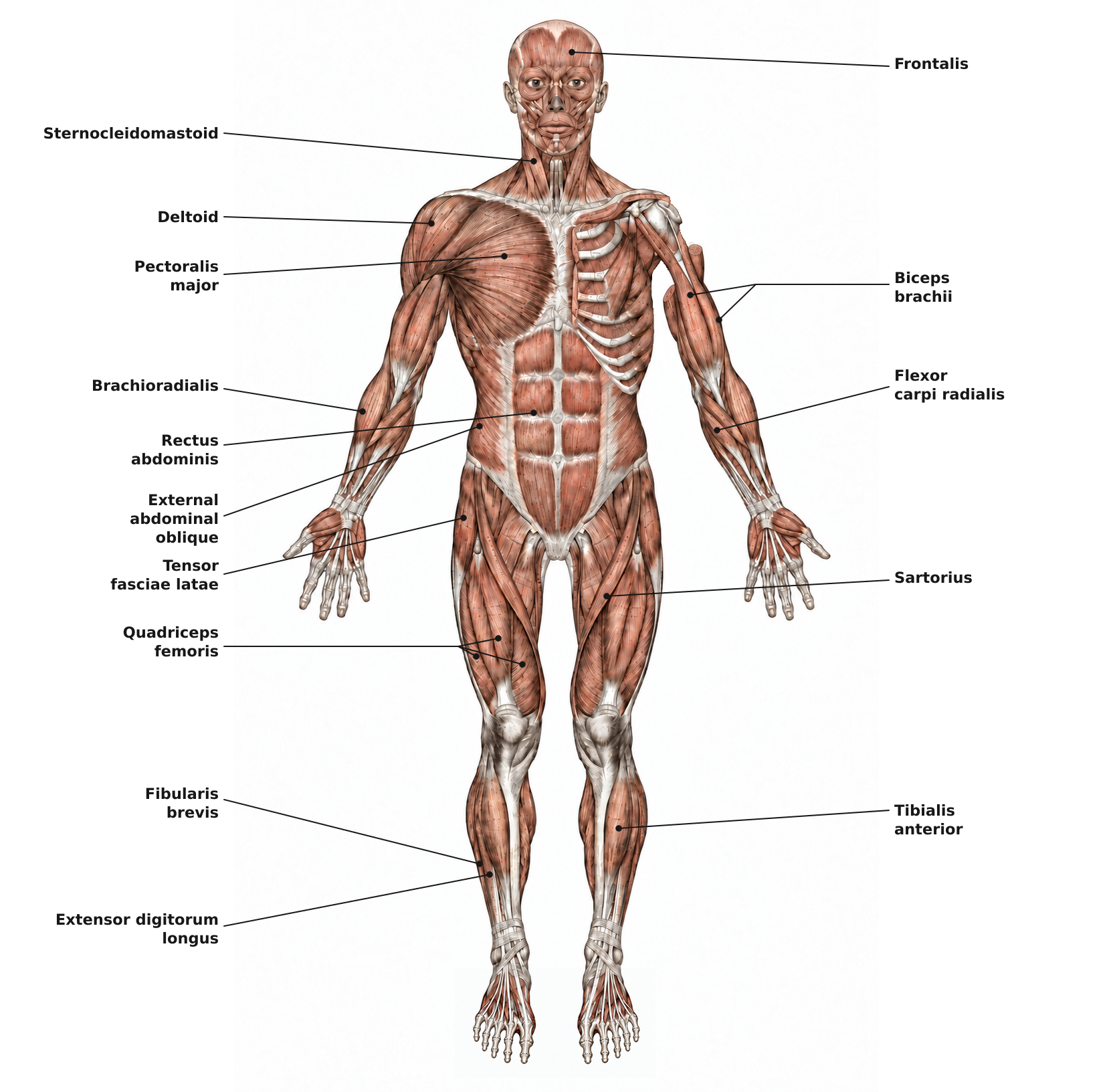
Músculs anteriors

La paraula "múscul" prové del diminutiu llatí muscular, mus (ratolí) culus (petit), perquè en el moment de la contracció, els romans deien que semblava un petit ratolí per la forma.
Múscul és cadascun dels òrgans contràctils del cos humà i d'altres animals, formats per teixit muscular. Els músculs es relacionen íntimament, bé amb l'esquelet-músculs esquelètics-, o bé formen part de l'estructura de diversos òrgans i aparells-músculs viscerals-. La unitat funcional i estructural del múscul és la fibra muscular.
El múscul és un teixit format per cèl·lules fusiformes constituïdes pel sarcolema que és la membrana cel·lular i el sarcoplasma que contenen els orgànuls, el nucli cel·lular, mioglobina i un complex entramat proteic de fibres anomenades actina i miosina amb una propietat principal, anomenada contractilitat, que consisteix a escurçar la seva longitud quan són sotmeses a un estímul químic o elèctric. Aquestes proteïnes tenen forma helicoidal o d'hèlix, i quan són activades s'uneixen i giren de manera que produeixen un escurçament de la fibra. Durant un sol moviment existeixen diversos processos d'unió i desunió del conjunt actina-miosina.

## Nervis

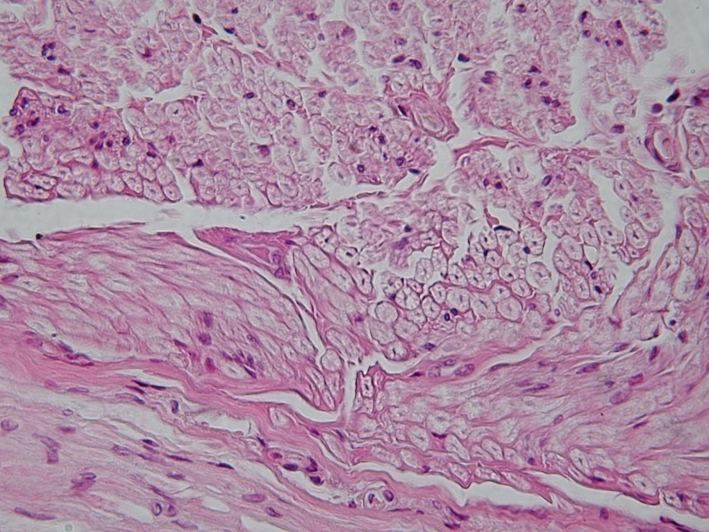
Secció d'un nervi perifèric.

Els nervis són un conjunt de feixos de prolongacions nervioses de substància blanca, en forma de cordons que fan comunicar els centres nerviosos amb tots els òrgans del cos. Formen part del sistema nerviós perifèric.

## Trastorns
Els problemes de salut de l'aparell locomotor (músculs, tendons, esquelet osi, cartílags, lligaments i nervis) poden ser causats per esforços domèstics, laborals o esportius.